# Le Plus Grand Philosophe de France
 (janvier 2022).
Si vous disposez d'ouvrages ou d'articles de référence ou si vous connaissez des sites web de qualité traitant du thème abordé ici, merci de compléter l'article en donnant les références utiles à sa vérifiabilité et en les liant à la section « Notes et références ».

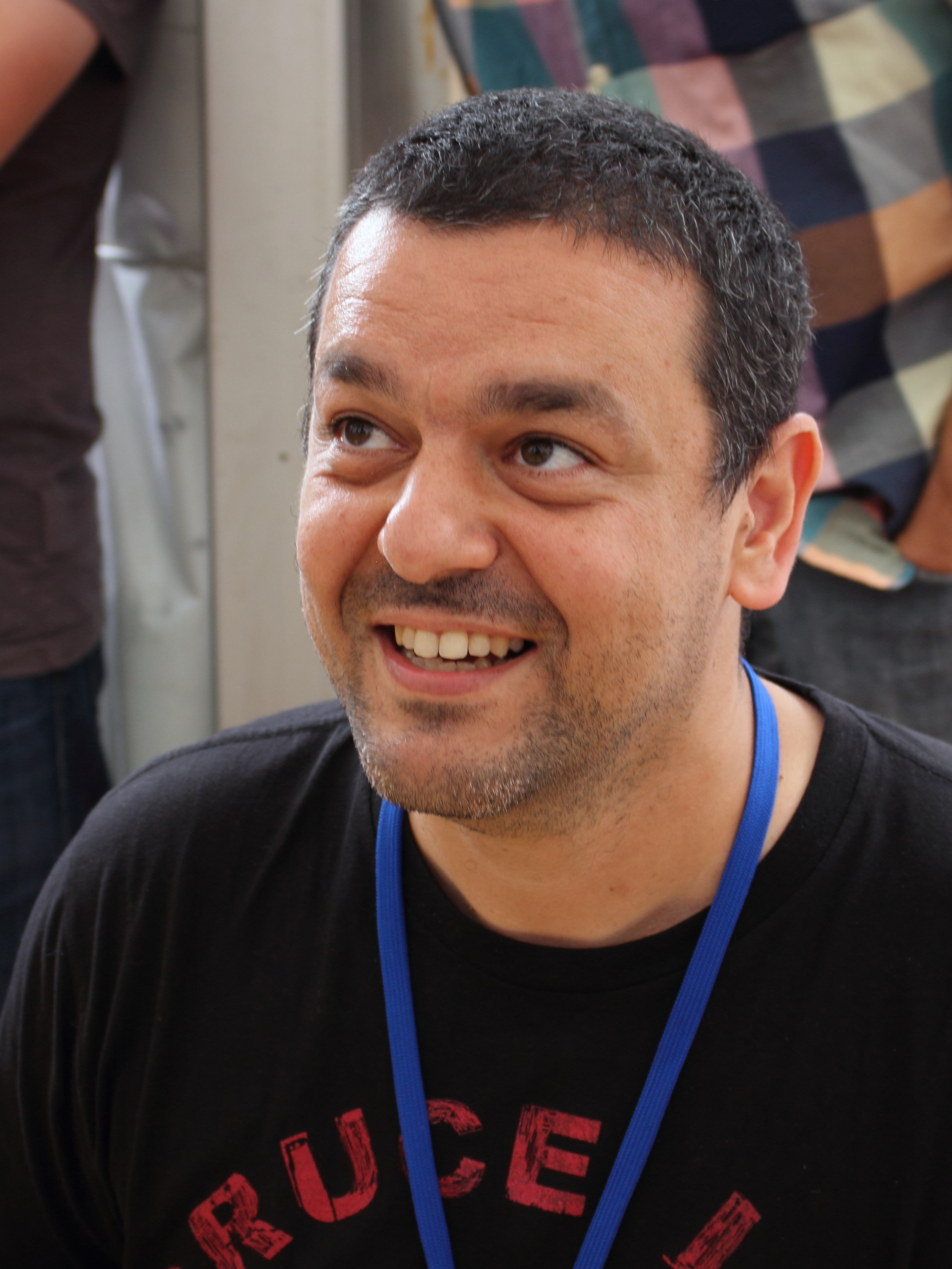
Joann Sfar en 2015, l'auteur du roman Le Plus Grand Philosophe de France.

Le Plus Grand Philosophe de France est un roman de Joann Sfar, paru chez Albin Michel et repris par Le Livre de poche en 2014. Il raconte les aventures de trois personnages principaux, le pirate juif hollandais Pietr Cohen, la comtesse française Éponyme, et le prince noir Pinoquillio, à l'époque des Lumières.

## Personnages
Pietr Cohen est le fils d'un bonimenteur qui raconte de façon fantaisiste la vie de Spinoza, à un public qui lui donne de l'argent pour cela. Il fait de Spinoza un auteur à la réputation sulfureuse craint par les monarchies européennes, car il prône l'égalité et destitue les transcendances. Pietr Cohen, bien après la mort de son père, se verra offrir un exemplaire du Traité théologico-politique par ses anciens compagnons de piraterie.
Éponyme est une comtesse habitant à Bordeleau, qui s'ennuie cruellement car son mari Alarmé d'Implication reste enfermé toute la journée devant sa feuille blanche, en l'attente d'une idée philosophique géniale digne d'Archimède ou de Newton. Éponyme rêve de rapports sexuels et devant sa frustration, se met à l'écriture d'histoires avec des amants imaginaires.
Pinoquillio s'embarque comme esclave pour la France, pour déguster ses pâtisseries, alors que son père voulait en faire un guerrier.
Au-dessus de ces trois personnages, Dieu, Spinoza et le père de Pietr observent depuis les nuages leurs aventures et les commentent.

## Origine du roman
L'auteur Joann Sfar devait réaliser un film intitulé Les Lumières de la France qui ne s'est pas fait. Le film aurait raconté « l'histoire d'un philosophe partagé entre son confort d'individu profitant financièrement du négoce des esclaves et ses réflexions sur l'émancipation – il en venait à justifier l'esclavage au nom des Lumières ». Le scénario a été repris en bande dessinée en 2011 : Les Lumières de la France, tome 1 : la comtesse Éponyme. Puis l'idée a été adaptée en roman, Le Plus Grand Philosophe de France.

## Analyse
L'ouvrage peut être rattaché aux genres picaresque, burlesque et comico-érotique.